# K-415
Il K-415 era un SSBN sovietico della classe Yankee I. La costruzione del battello fu intrapresa presso il cantiere navale Sevmash, a Severodvinsk, ed il sottomarino entrò in servizio il 30 dicembre 1971 con la Flotta del Nord.
Come altri esemplari della classe, negli anni ottanta il K-415 fu convertito secondo il Progetto 667AT Grusha (nome in codice NATO: Yankee Notch). Le modifiche comportarono la trasformazione in SSGN, tramite l'imbarco di 20-40 missili SS-N-21 Sampson. Per effettuare tali modifiche, fu necessario provvedere all'allungamento dello scafo.
Il K-415 fu ritirato dal servizio nel 1994. Nello stesso anno fu smantellato.